# Sumerologia
La sumerologia è la scienza che si occupa dello studio della storia, della lingua e letteratura, della religione e dell'arte della civiltà sumera.
É una branca dell'assiriologia, che si è sviluppata alla fine del XIX secolo, periodo in cui vennero fatte le prime scoperte relative all'antico popolo mediorientale dei Sumeri.
Tra i maggiori studiosi di sumerologia figurano Jules Oppert, Henry Creswicke Rawlinson e François Thureau-Dangin.